# Discografia di Nathy Peluso
La discografia di Nathy Peluso, cantautrice argentina, consiste in due album in studio, due EP, un mixtape e ventotto singoli.

## Album in studio
| Anno | Titolo e dettagli                                                                                       | Classifiche | Certificazioni |
| Anno | Titolo e dettagli                                                                                       | SPA         | Certificazioni |
| ---- | --- | ----------- | -------------- |
| 2020 | Calambre - Pubblicato: 2 ottobre 2020 - Etichetta: Sony - Formati: CD, LP, download digitale, streaming | 5           | - SPA: Oro     |
| 2024 | Grasa - Pubblicato: 24 maggio 2024 - Etichetta: Sony - Formati: LP, download digitale, streaming        | 9           |                |

## Mixtape
| Anno | Titolo e dettagli                                                                                      |
| ---- | --- |
| 2017 | Esmeralda - Pubblicato: 5 ottobre 2017 - Etichetta: auto-edito - Formati: download digitale, streaming |

## Extended play
| Anno | Titolo e dettagli | Classifiche | Certificazioni |
| Anno | Titolo e dettagli | SPA         | Certificazioni |
| ---- | --- | ----------- | -------------- |
| 2018 | La sandunguera - Pubblicato: 6 aprile 2018 - Etichetta: Everlasting Records - Formati: CD, LP, download digitale, streaming | 28          |                |
| 2024 | Club Grasa - Pubblicato: 12 settembre 2024 - Etichetta: Sony - Formati: download digitale, streaming                        | —           |                |

## Singoli

### Come artista principale
| 2017                                                                                      | Corashe                                                  | —  | —  |                                                 | N.D.                       |
| 2018                                                                                      | La sandunguera                                           | —  | —  | - SPA: Oro                                      | La sandunguera             |
| 2018                                                                                      | Estoy triste                                             | —  | —  |                                                 | La sandunguera             |
| 2019                                                                                      | Natikillah                                               | —  | —  |                                                 | N.D.                       |
| 2019                                                                                      | Copa glasé                                               | —  | —  |                                                 | N.D.                       |
| 2020                                                                                      | Business Woman                                           | —  | —  |                                                 | Calambre                   |
| 2020                                                                                      | No se perdona (con Rels B)                               | —  | 64 | - MEX: Platino - SPA: Oro                       | N.D.                       |
| 2020                                                                                      | Buenos Aires                                             | —  | —  |                                                 | Calambre                   |
| 2020                                                                                      | Sana sana                                                | —  | —  | - MEX: Oro - SPA: Oro                           | Calambre                   |
| 2020                                                                                      | Nathy Peluso: Bzrp Music Sessions Vol. 36 (con Bizarrap) | 4  | 11 | - SPA: 3× Platino                               | N.D.                       |
| 2021                                                                                      | Delito                                                   | 30 | 29 | - SPA: Platino                                  | Calambre                   |
| 2021                                                                                      | Mafiosa                                                  | —  | 89 | - SPA: Oro                                      | N.D.                       |
| 2021                                                                                      | Ateo (con C. Tangana)                                    | 76 | 1  | - MEX: Oro - SPA: 7× Platino - USA (Latin): Oro | El madrileño: La sobremesa |
| 2021                                                                                      | Vivir así es morir de amor                               | 14 | 36 | - SPA: Oro                                      | N.D.                       |
| 2022                                                                                      | Emergencia                                               | —  | 55 |                                                 | N.D.                       |
| 2022                                                                                      | Estás buenísimo                                          | 62 | —  |                                                 | N.D.                       |
| 2023                                                                                      | Tonta                                                    | —  | 83 |                                                 | N.D.                       |
| 2023                                                                                      | Salvaje                                                  | —  | 70 |                                                 | N.D.                       |
| 2023                                                                                      | Ella tiene (con Tiago PZK)                               | 55 | 50 | - SPA: Oro                                      | N.D.                       |
| 2024                                                                                      | Jet Set (con Emilia)                                     | 30 | 58 |                                                 | .MP3                       |
| 2024                                                                                      | Aprender a amar                                          | —  | —  |                                                 | Grasa                      |
| 2024                                                                                      | XQ eres así (con Álvaro Díaz)                            | —  | —  |                                                 | Sayonara: finales alternos |
| 2024                                                                                      | De maravisha (con Tokischa)                              | —  | —  |                                                 | N.D.                       |
| 2025                                                                                      | Erotika                                                  | —  | —  |                                                 | N.D.                       |
| 2025                                                                                      | Fantasía (con Pabllo Vittar)                             | —  | —  |                                                 | N.D.                       |
| "—" indica che l'opera non si è classificata o non è stata pubblicata in quel territorio. |                                                          |    |    |                                                 |                            |

### Come artista ospite
| 2017                                                                                      | Solo (H Ilimitados feat. Nathy Peluso)                                            | —  | —  |                        | N.D.                |
| 2017                                                                                      | Mantra zai (DJ Swet feat. Nathy Peluso)                                           | —  | —  |                        | Mudra               |
| 2021                                                                                      | Pa' mis muchachas (Christina Aguilera, Becky G e Nicki Nicole feat. Nathy Peluso) | 83 | 68 | - USA (Latin): Platino | La fuerza, Aguilera |
| "—" indica che l'opera non si è classificata o non è stata pubblicata in quel territorio. |                                                                                   |    |    |                        |                     |

## Altri brani entrati in classifica e/o certificati
| 2021                                                             | Gato malo (con Karol G) | —  | - USA (Latin): Oro | KG0516     |
| 2022                                                             | Argentina (con Trueno)  | 48 |                    | Bien o mal |
| "—" indica che l'opera non si è classificata in quel territorio. |                         |    |                    |            |